# Gunung Argopuro
Gunung Argopuro är ett berg i Indonesien. Det ligger i den västra delen av landet, 800 km öster om huvudstaden Jakarta. Toppen på Gunung Argopuro är 2 032 meter över havet. Gunung Argopuro ingår i Pegunungan Iyang.
Terrängen runt Gunung Argopuro är bergig åt sydost, men åt nordväst är den kuperad. Runt Gunung Argopuro är det tätbefolkat, med 427 invånare per kvadratkilometer. I omgivningarna runt Gunung Argopuro växer i huvudsak städsegrön lövskog.